# Pero costa
Pero costa là một loài bướm đêm trong họ Geometridae.